# Чикагское руководство по стилю
Чикагское руководство по стилю (или Чикагский стилистический справочник, или иногда просто «Чикаго») — руководство по стилю для американского английского языка, издаваемое с 1906 года издательством University of Chicago Press. Семнадцать изданий предписывают возможные стили публикации и цитирования, широко используемые в издательском деле. Это «одно из наиболее широко используемых и уважаемых руководств по стилю в США». Руководство специально посвящено американскому английскому языку и затрагивает аспекты редакционной практики, включая грамматику и применение, а также подготовку и верстку документов. Справочник доступен в печатном виде, в твердом переплете, а также по подписке в виде веб-сайта The Chicago Manual of Style Online (Чикагское руководство по стилю Онлайн). Онлайн-версия прежде всего предназначена для учителей, студентов и посетителей библиотек.

## Доступность и применение
«Чикагское руководство по стилю» публикуется в твердом переплете и онлайн. Онлайн-издание включает текст шестнадцатого и семнадцатого (самых последних) изданий с возможностью поиска и таких функций, как инструменты для редакторов, краткое руководство по цитированию и доступ к вопросам и ответам, где редакторы Университета Чикагской Прессы отвечают на вопросы читателей справочника. В Чикагском руководстве по стилю также обсуждаются части книги и процесс редактирования.
Для доступа к онлайн-контенту Руководства требуется годовая подписка. Доступ к разделу вопросов и ответов бесплатный, как и различные инструменты редактирования.
Многие издатели во всем мире используют «Чикаго» для совершенствования своего стиля. Он используется в некоторых публикациях по общественным наукам, в большинстве североамериканских исторических журналов он остается основой для руководств по стилю Американской антропологической ассоциации, организации американских историков и руководств по корпоративному стилю, а также руководства по стилю компании Apple.
Чикагское руководство по стилю включает главы, предназначенные специально для издателей книг и журналов. Он широко используется академическими и другими издательствами, а также редакторами и авторами, которых эти издатели обязывают следовать стилю. Пособие для авторов исследовательских работ, диссертаций от Кейт Л. Турабян также содержит чикагский стиль.
Чикагский стиль предлагает писателям на выбор несколько разных форматов. Это позволяет смешивать форматы при условии, что результат является четким и последовательным. Например, пятнадцатое издание Чикагского руководства по стилю допускает использование как систем цитирования в тексте, так и/или сносок или, включая использование «примечаний к содержанию»; он дает информацию о цитировании в тексте по номеру страницы (например, по стилю MLA) или по году публикации (например, по стилю APA); он даже предусматривает различия в стилях сносок, в зависимости от того, включает ли статья полную библиографию в конце.

## Содержание (17-е издание)
Содержание:
- Список таблиц
- Список рисунков
- Предисловие
- Благодарность
- Часть I: Процесс публикации
  - 1. Книги и учебные пособия
  - 2. Подготовка рукописи, редактирование рукописи и вычитка
  - 3. Иллюстрации и таблицы
  - 4. Права, разрешения и управление авторскими правами (Уильям С. Стронг)
- Часть II: Стиль и применение
  - 5. Грамматика и применение (Брайан А. Гарнером)
  - 6. Пунктуация
  - 7. Правописание, отличительная обработка слов и соединений
  - 8. Имена, Названия, Заголовки работ
  - 9. Числа
  - 10. Сокращения
  - 11. Языки, кроме английского
  - 12. Математика в тексте
  - 13. Цитаты и диалог
- Часть III: Исходные цитаты и указатели
  - 14. Примечания и библиография
  - 15. Автор-Дата, Ссылки
  - 16. Индексы
- Глоссарий
- Библиография
- Индекс

## История
Первое издание было опубликовано в 1906 году под названием «Руководство по стилю: сборник типографских правил, действующих в Университете Чикагской прессы», к которым прилагаются образцы используемых примеров. Начиная с первого издания объёмом 203 страницы, Чикагское руководство по стилю превратилось в исчерпывающее справочное руководство по стилю в 1146 страниц в своем семнадцатом издании.
Наиболее значительный пересмотр руководства был сделан для двенадцатого издания, опубликованного в 1969 году. Его первый тираж в 20 000 экземпляров был распродан ещё до его печати. В 1982 году после публикации тринадцатого издания оно было официально переименовано в «Чикагское руководство по стилю», приняв неофициальное название, которое уже широко использовалось.
Совсем недавно издатели выпускали новое издание примерно каждые семь-десять лет. Пятнадцатое издание (2003 г.) было пересмотрено, чтобы отразить появление компьютерных технологий и интернета в издательстве, предлагая руководство для цитирования электронных произведений. Другие изменения включали главу по грамматике и применении американского английского языка и пересмотренной обработке математической копии.
В августе 2010 года шестнадцатое издание, впервые в истории руководства, было опубликовано в твердом переплете и в онлайн-варианте. В отличие от более ранней красно-оранжевой обложки, в шестнадцатом издании появилась суперобложка сине-малинового цвета (дань старым изданиям с синими обложками). Шестнадцатое издание было посвящено «музыке, иностранным языкам и компьютерным темам (таким как символы Юникода и URL-адреса)». Оно также расширило рекомендации для электронных публикаций, включая веб-контент и электронные книги. Обновленное дополнение по производству и цифровым технологиям прояснило процесс электронного документооборота. Также появился учебник использования разметки XML, который также включал пересмотренный глоссарий, включающий множество терминов, связанных с электронным и печатным изданиями. Чикагская система документации оптимизирована для достижения большей согласованности между системами цитирования автора по дате и библиографии заметок, что должно было облегчить использование обеих систем. Кроме того, в обновленных и расширенных примерах рассматривалось множество вопросов, возникающих при документировании сетевых и цифровых источников, от использования DOI до цитирования социальных сетей.
В 2013 году адаптированная версия на испанском языке была опубликована Университетом Деусто в Бильбао, Испания.
Семнадцатое издание было опубликовано в сентябре 2017 года. Оно предлагает новые и расширенные рекомендации по стилю в ответ на развитие технологий и социальные изменения. Оно также включает новый и пересмотренный контент, отражающий новейшие издательские практики, электронные рабочие процессы и самостоятельное издательство. Рекомендации по цитированию, глоссарий проблемных слов и фраз, а также библиография были обновлены и расширены. В семнадцатом издании «email» утратил дефис, «интернет» стал строчным, был добавлен новый важный раздел о синтаксисе.

## Недавно напечатанные издания
- The Chicago Manual of Style (англ.). — fifteenth. — University of Chicago Press, 2003. — ISBN 978-0226104034.
- The Chicago Manual of Style (англ.). — sixteenth. — University of Chicago Press, 2010. — ISBN 978-0226104201.
- The Chicago Manual of Style (англ.). — seventeenth. — University of Chicago Press, 2017. — ISBN 978-0226287058.